# فرشید طالبی
فرشید طالبی (زاده ۲ شهریور ۱۳۶۰) بازیکن بازنشسته فوتبال اهل ایران است. وی از والدینی مازندرانی (سواد کوه) در شیراز متولد شد.
وی از سال ۲۰۰۲ تا ۲۰۰۶ در فجر سپاسی شیراز بازی می‌کرد اما در سال ۲۰۰۶ به ذوب آهن پیوست از افتخارات او می‌توان به قهرمانی جام حذفی ایران و نایب قهرمانی لیگ قهرمانان آسیا و دو نایب قهرمانی در لیگ برتر اشاره کرد. وی اولین بار توسط افشین قطبی به تیم ملی دعوت شد و مدتی نیز عضو تیم ملی فوتبال ایران بوده‌است. طالبی در سال ۲۰۱۰ میلادی نامزد بهترین بازیکن سال آسیا شد و حتی در میان ۵ نامزد نهایی به همراه فرهاد مجیدی نیز قرار داشت.
او در سال ۱۳۹۶ نقش کوتاهی را در سریال نفس شیرین بازی کرد

## افتخارات
- لیگ برتر
- نایب قهرمانی در لیگ برتر فوتبال ایران ۸۸-۸۷ به همراه تیم ذوب‌آهن اصفهان
- نایب قهرمانی در لیگ برتر فوتبال ایران ۸۹-۸۸ به همراه تیم ذوب‌آهن اصفهان
- جام حذفی
- قهرمانی در جام حذفی ۸۸-۸۷ به همراه تیم ذوب‌آهن اصفهان
- قهرمانی در جام حذفی ۹۲–۹۱ به همراه تیم سپاهان اصفهان
- قهرمانی در جام حذفی ۹۳–۹۲ به همراه تیم تراکتورسازی تبریز
- قهرمانی در جام حذفی ۸۰–۱۳۷۹ به همراه تیم فجر شهید سپاسی شیراز
- نایب قهرمانی در جام حذفی ۸۱–۸۰ به همراه تیم فجر سپاسی شیراز
- نایب قهرمانی در جام حذفی ۸۲–۸۱ به همراه تیم فجر سپاسی شیراز
- بهترین تیم شهرستانی به همراه تیم فجر سپاسی شیراز
- لیگ قهرمانان آسیا
- نایب قهرمانی در لیگ قهرمانان آسیا ۲۰۱۰ به همراه تیم ذوب‌آهن اصفهان۴ق
- مدافع منتخب آسیا در سال ۲۰۱۰
- دومین بازیکن سال آسیا در سال ۲۰۱۱